# ナノバクテリア

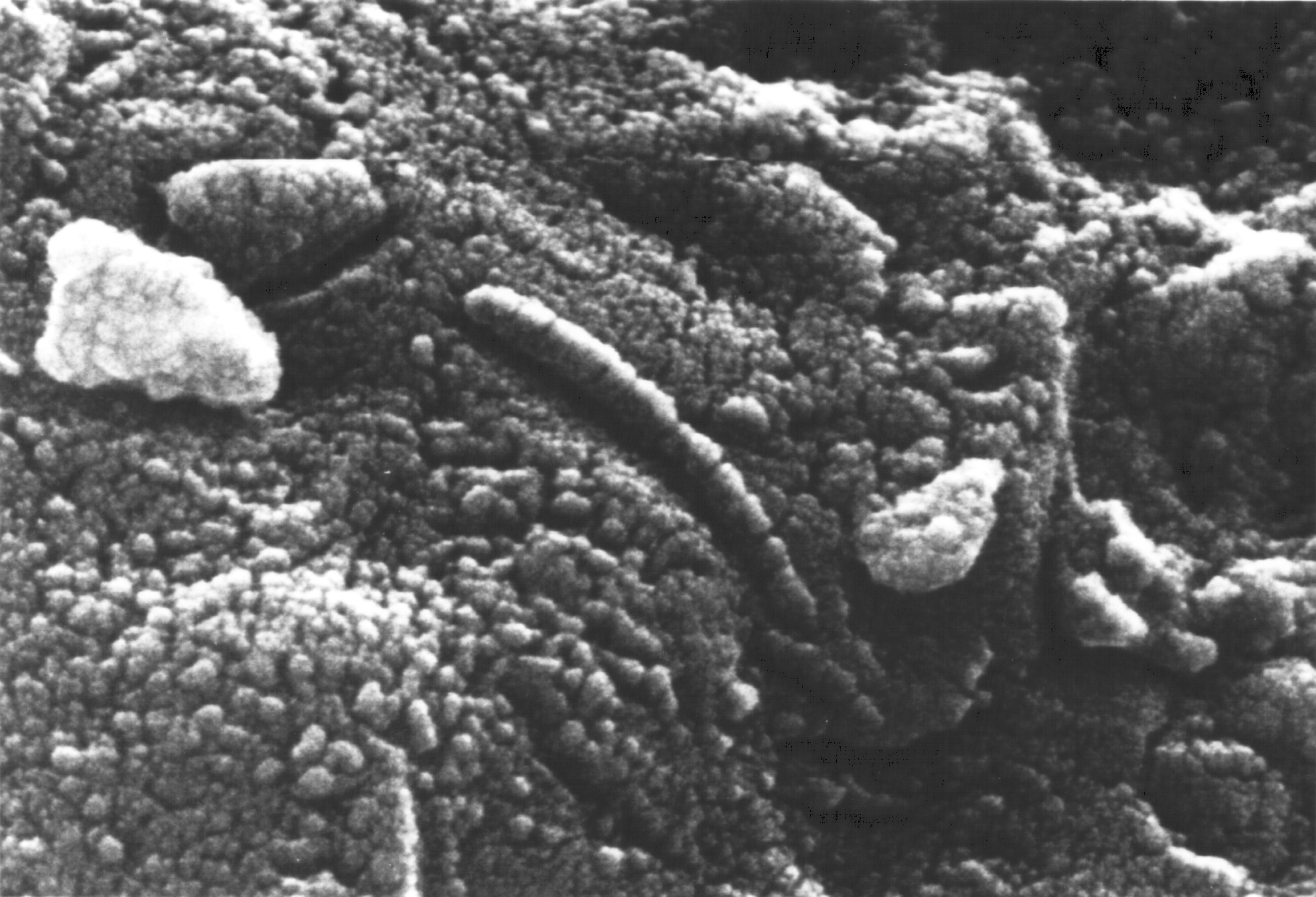
隕石破片アラン・ヒルズ84001上で発見された構造。

ナノバクテリア（nanobaterium、複数形: nanobacteria）とは、生物の1種として提唱されている分類名である。具体的には、一般に生命の下限とされる大きさ（細菌の約200ナノメートル）よりも、かなり小さな細胞壁を持つ、微生物の単位あるいは種類の名称である。ただし現在では、その正体は非生物の結晶であるとの見方が強い。

## 概要
元々は地層と1つの隕石において観察されたナノスケールの構造に基いており、ナノバクテリアの扱いについては論争が行われてきた。一部の研究者らは、それらが放射性核種で標識したウリジンを取り込む事ができ、生物の新たな種類であると提案した。これに対して、その他の研究者らは、それらをより単純な非生物的性質によって発生した現象に過ぎないとした。ある懐疑論者は、有り得ない物として、ナノバクテリアを「微生物学の常温核融合」と呼んだ。また「石灰化ナノ粒子」（calcifying nanoparticles、略称: CNPs）という用語も、生命体である可能性が低いという意味合いで使用される場合がある。
これまでの研究では、これらの構造が実在し、何らかの方法で複製しているように見えるという点については合意されつつある。しかしながら現在、それらが生命であるという考えは事実上放棄されており、代わりに、それらの粒子は無機物あるいは有機分子の非生物的な要因による結晶化であると考えられている。医学分野では、腎臓結石や動脈プラークの形成と関連付けられている。

## 歴史的変遷

### 20世紀
1981年に、TorellaおよびMoritaは超微小細菌（英語：ultramicrobacteria）と呼ぶ非常に小さな細胞について、初めて報告した。1982年にMacDonellとHoodによって300 nmより小さいと特定され、一部は200 nm膜を通過できる事が明らかにされた。1989年初頭、地質学者のRobert L. Folkは、後に彼が「ナノバクテリア」（nannobacteria、nの綴りが重なる）と識別した物、すなわちイタリア、ヴィテルボの温泉のトラバーチン中の地質学的標本から単離されたナノ粒子を発見した。当初はトラバーチンの沈殿を引き起こす微生物を探索していたものの、微生物が検出されない鉱物を走査型電子顕微鏡で調べた結果、生物のように見える極めて小さな物体が、そこに存在する事が明らかにされた。1992年のアメリカ地質学会年会における発表で、Folkが「ほとんど石のような静けさ」と呼んだ物が提示された。Folkは、ナノバクテリアが、水中で形成される地球上全ての鉱物および結晶の沈殿の主な作用因子であり、鉱物の全ての酸化の原因でもあり、多くの生物学的標本中に豊富に存在する、と提唱した。
1996年に、NASAの科学者David McKayは、南極大陸で発見された火星起源の隕石であるALH84001において、ナノ化石（火星のナノバクテリアの化石）の存在を示唆する研究を発表した。
1998年には、ある種の病理学的石灰化（腎臓結石におけるアパタイト）の説明として、フィンランドのクオピオ大学のフィンランド人研究者Olavi Kajanderとトルコ人研究者Neva Ciftciogluは、Nanobacterium sanguineumという学名を提唱した。この研究者らによれば、粒子は微生物培地中で自己複製し、さらに研究者らは染色によってこれらの構造中にDNAを同定したと報告した。
20世紀末の2000年に、NIHの科学者John Cisarによって率いられた研究チームによって発表された論文では、これらの着想がさらに検証された。この論文では、以前に「自己増殖」と表現されていた現象は、結晶成長の一形態である旨が述べられている。Cisarらが用いた標本中で検出された唯一のDNAは、PCR反応における一般的な汚染物質である細菌Phyllobacterium mysinacearum由来であった事が明らかにされた。

### 21世紀
2004年、Franklin Cockerill、John Lieske、Virginia M. Millerによって率いられたメイヨー・クリニックのチームは、病的なヒトの動脈ならびに腎臓結石から、ナノバクテリアを単離したと報告した。彼らの結果は2004年および2006年に、それぞれ発表された。同様の発見は2005年にハンガリー、セゲド大学のDNA研究室László Puskásによって得られた。Puskásは、ヒトでのアテローム性動脈硬化大動脈壁およびアテローム性動脈硬化患者の血液サンプルから得られた培養物中に、これらの粒子を同定したものの、これらの標本中からDNAは検出されなかった。
2005年、NASAのCiftciogluらの研究チームは、宇宙飛行士において腎臓結石が急速に形成される原因と疑われるナノバクテリアを培養するため、低重力状態のある側面を模倣する回転細胞培養フラスコを用いて実験を行った。この環境では、通常の地球の重力が作用した状態よりも、5倍速く増殖する事が明らかにされた。この研究では、ナノバクテリアは腎臓結石の形成において潜在的な役割を持っているかもしれず、フライト前の乗組員に対する検査が必要かもしれない、と結論付けた。
2008年2月のPLoS Pathogens誌に掲載された論文の研究では、ナノバクテリアの包括的な特性解析について、重点的に取り組んだ。著者らは、彼らの結果は、生命体としてのナノバクテリアの存在を除外し、その代わりにそれらはユニークな自己増殖体、すなわち自己増殖する無機物であるフェチュインの複合体だと述べた。
2008年4月のPNAS誌の論文でも、血液中で見られたというナノバクテリアは生物ではなく、「in vitroで調製されたCaCO3の沈殿は、均一な大きさ、膜で表現される小胞状の形状、細胞分裂様の形成とコロニーの形での凝集といった点において、噂されているナノバクテリアと極めて似ている」と報告された。こういった「生物の形態に似た」無機沈殿の成長は、2009年のScience誌の論文で詳細に研究され、塩化バリウムとシリカの溶液から、その独特な結晶の成長機構によって、原始的な生物の形態に非常によく似た毒重石が産み出される事が示された。著者らは、これらの結晶と推定上のナノバクテリアが酷似している点について解説し、このような毒重石が生成した結果から、その外見的な形態に基いて、それが生命である証拠とするわけにはゆかない旨を述べた。
2013年9月に、岡山大学の研究グループはNanomedicine誌・電子版の論文で「ナノバクテリアは生物ではなく、カルシウムを特異的に結合する酸化脂質を足場として成長する、炭酸アパタイトの結晶そのものである事を解明した」と発表した。まるで生命であるかのように自己増殖したように見えた理由は、酸化脂質とカルシウムで形成されるラメラ構造（液晶構造）を足場に、アパタイトの結晶化が連続的に進展する現象であるとした。その酸化脂質の由来は、フィンランドの研究グループが他の微生物の混入による実験室内汚染を避けるために推奨した、培養液に添加するウシ胎児血清へのγ線照射によって発生した、過酸化脂質が主たる要因であった。ヒトで見られる動脈などの石灰化については、感染性で細胞毒性を示すナノバクテリアが石灰化を伴う局所病変を惹起するのではなく、炎症性局所病変での酸化ストレスにより粒子形成の足場となる酸化脂質が産生された結果だと考えられ、すなわち、ナノバクテリアが病気の原因なのではなく、病気の副産物として発生した現象だとした。